# Jason Alexander
Jason Alexander, pseudonimo di Jay Scott Greenspan (Newark, 23 settembre 1959), è un attore e regista teatrale statunitense.

## Biografia
Di origine ebraica, Alexander è particolarmente conosciuto per il personaggio di George Costanza nella famosa sitcom Seinfeld. Altri ruoli sono stati il navigato avvocato Philip Stuckey di Edward Lewis (Richard Gere) nel film Pretty Woman ed il miglior amico di Jack Black nel film Amore a prima svista; ha inoltre partecipato a un episodio di Star Trek: Voyager. Alexander è il direttore artistico di Reprise! Broadway's Best in Los Angeles, dove ha anche diretto diversi musical, ed è un noto giocatore di poker. Attivo anche in campo teatrale come attore, regista e interprete di musical, nel 1989 ha vinto il Tony Award al miglior attore protagonista in un musical per Jerome Robbins' Broadway.

## Vita privata
È sposato dal 1981 con l'attrice Daena E. Title, dalla quale ha avuto due figli.

## Filmografia

### Cinema
- The Burning, regia di Tony Maylam (1981)
- Mosquito Coast, regia di Peter Weir (1986)
- Pretty Woman, regia di Garry Marshall (1990)
- Calda emozione (White Palace), regia di Luis Mandoki (1990)
- Allucinazione perversa (Jacob's Ladder), regia di Adrian Lyne (1990)
- I Don't Buy Kisses Anymore, regia di Robert Marcarelli (1992)
- Down on the Waterfront, regia di Stacy Title – cortometraggio (1993)
- Teste di cono (Coneheads), regia di Steve Barron (1993)
- Sexual Healing, regia di Howard Cushnir – cortometraggio (1993)
- For Goodness Sake, regia di David Zucker – cortometraggio (1993)
- Cronisti d'assalto (The Paper), regia di Ron Howard (1994)
- Genitori cercasi (North), regia di Rob Reiner (1994)
- Un eroe fatto in casa (Mr. Stone), regia di Mike Binder (1994)
- For Better or Worse, regia di Jason Alexander (1995)
- Una cena quasi perfetta (The Last Supper), regia di Stacy Title (1995)
- Dunston - Licenza di ridere (Dunston Checks In), regia di Ken Kwapis (1996)
- Le stagioni dell'amore (Love! Valour! Compassion!), regia di Joe Mantello (1997)
- Love and Action in Chicago, regia di Dwayne Johnson-Cochran (1999)
- Le avventure di Rocky e Bullwinkle (The Adventures of Rocky & Bullwinkle), regia di Des McAnuff (2000)
- On Edge, regia di Karl Slovin (2001)
- Odessa or Bust, regia di Brian Herskowitz – cortometraggio (2001)
- Amore a prima svista (Shallow Hall), regia di Peter Farrelly e Bobby Farrelly (2001)
- Ira & Abby, regia di Robert Cary (2006)
- Hood of Horror, regia di Stacy Title (2006)
- How to Go Out on a Date in Queens, regia di Michelle Danner (2006)
- The Grand, regia di Zak Penn (2007)
- Rock Slyde, regia di Chris Dowling (2009)
- Hachiko - Il tuo migliore amico (Hachiko: A Dog's Story), regia di Lasse Hallström (2009)
- Not Your Time, regia di Jay Kamen – cortometraggio (2010)
- Joker - Wild Card (Wild Card), regia di Simon West (2015)
- The Electric State, regia di Anthony e Joe Russo (2025)

### Televisione
- Viaggio a New York, regia di Kenneth Johnson – film TV (1981)
- P/S - Pronto soccorso (E/R) – serie TV, 22 episodi (1984-1985)
- Rockabye, regia di Richard Michaels – film TV (1986)
- Everything's Relative – serie TV, 10 episodi (1987)
- Bravo Dick (Newhart) – serie TV, episodio 6x24 (1988)
- Favorite Son – miniserie TV (1988)
- The Seinfeld Chronicles, regia di Art Wolff – film TV (1989)
- Dream On – serie TV, episodio 4x01 (1993)
- Bye Bye Birdie, regia di Gene Saks – film TV (1995)
- La tata (The Nanny) – serie TV, episodio 4x01 (1996)
- Remember WENN – serie TV, episodio 3x08 (1997)
- Cenrentola (Rodgers and Hammerstein's Cinderella), regia di Robert Iscove (1997)
- Seinfeld - sitcom, 180 episodi (1990-1998)
- Star Trek: Voyager – serie TV, episodio 5x20 (1999)
- Friends – serie TV, episodio 7x13 (2001)
- Bob Patterson – serie TV, 9 episodi (2001)
- Son of the Beach – serie TV, episodio 3x01 (2002)
- House of Mouse - Il Topoclub (House of Mouse) - serie animata, episodio 4x03 (2002) - voce
- The Twilight Zone – serie TV, episodio 1x02 (2002)
- The Man Who Saved Christmas, regia di Sturla Gunnarsson – film TV (2002)
- Malcolm – serie TV, episodio 4x19 (2003)
- A Christmas Carol, regia di Arthur Allan Seidelman – film TV (2004)
- Listen Up – serie TV, 22 episodi (2004 - 2005)
- Detective Monk (Monk) – serie TV, episodio 4x01 (2005)
- Campus Ladies – serie TV, episodio 2x02 (2006)
- Tutti odiano Chris (Everybody Hates Chris) – serie TV, episodi 2x06 - 2x13 (2006-2007)
- La complicata vita di Christine (The New Adventures of Old Christine) – serie TV, 1 episodio (2008)
- Criminal Minds – serie TV, episodio 4x08 (2008)
- Meteor - Distruzione finale (Meteor) – serie TV, episodi 1x01-1x02 (2009)
- Curb Your Enthusiasm – serie TV, 5 episodi (2001-2009)
- Franklin & Bash – serie TV, episodio 1x06 (2011)
- Un fantafilm - Devi crescere, Timmy Turner! (A Fairly Odd Movie: Grow Up, Timmy Turner!), regia di Savage Steve Holland – film TV (2011)
- Harry's Law – serie TV, episodio 2x05 (2011)
- China, IL – serie TV, episodio 1x04 (2011)
- Due uomini e mezzo (Two and a Half Men) – serie TV, episodio 9x23 (2012)
- Young Sheldon – serie TV (2017-in corso)
- La fantastica signora Maisel (The Marvelous Mrs. Maisel) – serie TV, 2 episodi (2019)

### Doppiatore
- Il ritorno di Jafar (The Return of Jafar), regia di Toby Shelton, Tad Stones e Alan Zaslove (1994)
- Il gobbo di Notre Dame (The Hunchback of Notre Dame), regia di Gary Trousdale e Kirk Wise (1996)
- Duckman - serie animata (1994-1997)
- Madeline - Il film (Madeline: Lost in Paris), regia di Stan Phillips (1999)
- Il gobbo di Notre Dame II (The Hunchback of Notre Dame II), regia di Bradley Raymond (2002)
- La carica dei 101 II - Macchia, un eroe a Londra (101 Dalmatians II: Patch's London Adventure), regia di Jim Kammerud e  Brian Smith (2003)
- China, IL - serie animata (2011-2015)
- Tom & Jerry - Di nuovo a Oz (Tom and Jerry - Back to Oz), regia di Spike Brandt e Tony Cervone (2016)
- Leo, regia di Robert Marianetti, Robert Smigel e David Wachtenheim (2023) - voce del Dott Wenger

## Doppiatori italiani
Nelle versioni in italiano delle opere in cui ha recitato, Jason Alexander è stato doppiato da:
- Marco Mete in Friends, Seinfeld, Criminal Minds, Hachiko - Il tuo migliore amico, Le stagioni dell'amore
- Claudio Fattoretto in Pretty Woman, Cronisti d'assalto
- Mino Caprio in Teste di cono, Malcolm
- Franco Mannella in Amore a prima svista, Detective Monk
- Rodolfo Bianchi in Allucinazione perversa
- Teo Bellia in Calda emozione
- Maurizio Fardo in Genitori cercasi
- Alessandro Rossi ne Un eroe fatto in casa
- Oliviero Dinelli in Cenerentola
- Francesco Orlando ne Community
- Luigi Ferraro ne Un fantafilm - Devi crescere, Timmy Turner
- Francesco De Francesco in Due uomini e mezzo
- Dario Oppido ne La fantastica signora Maisel
- Gerolamo Alchieri in Young Sheldon[3]
- Emanuele Durante in The Orville
- Paolo Marchese in The Electric State

Da doppiatore è sostituito da:
- Renzo Stacchi in Aladdin, Il ritorno di Jafar
- Roberto Pedicini in Madeline - Il film, Duckman
- Rodolfo Laganà e Renzo Ferrini in Il gobbo di Notre Dame
- Roberto Stocchi in Il gobbo di Notre Dame II
- Giorgio Lopez in La carica dei 101 II - Macchia, un eroe a Londra
- Fabrizio Russotto in China, IL
- Stefano Starna in Leo